# Бют (окръг, Калифорния)
Вижте пояснителната страница за други значения на Бют.
Бют (на английски: Butte) е окръг в Калифорния, САЩ.
Намира се в Централната калифорнийска долина, на север от Сакраменто. Окръжният му център е град Оровил.

## Население
Окръг Бют е с население от 203 171 души (2000).

## География
Има обща площ от 4344 км2 (1677 мили2).

## История
Окръг Бют е сред първите окръзи в Калифорния, създаден през 1850 г., когато Калифорния се е присъединила към САЩ.

## Градове
- Бигс
- Гридли
- Магалия
- Оровил
- Палермо
- Ричвейл
- Стърлинг Сити
- Термалито
- Чико
- Южен Оровил